# Bansi (Uttar Pradesh)
Bansi es una ciudad y municipio situada en el distrito de Siddharthnagar en el estado de Uttar Pradesh (India). Su población es de 41057 habitantes (2011). 

## Demografía
Según el censo de 2011 la población de Bansi era de 41057 habitantes, de los cuales 21105 eran hombres y 19952 eran mujeres. Bansi tiene una tasa media de alfabetización del 68,56%, superior a la media estatal del 67,68%: la alfabetización masculina es del 75,53%, y la alfabetización femenina del 61,23%.